# Helloween (альбом)
Helloween — шістнадцятий студійний альбом німецького павер-метал гурту Helloween, який був випущений 18 червня 2021 року. Цей альбом є першим, випущеним у складі «Pumpkins United», ознаменувавши повернення двох колишніх учасників: Кая Гансен і Міхаеля Кіске, на додаток до складу з п’яти учасників, який діє з 2005 року.
Helloween — перший альбом із Гансеном після Keeper of the Seven Keys, Pt. 2 1988 року та перший альбом із Кіске після альбому Chameleon 1993. Випущений через шість років після свого попередника My God-Given Right (найбільший проміжок між двома альбомами гурту), цей альбом також є першим, у якому беруть участь декілька вокалістів. Альбом досяг першої десятки в кількох міжнародних музичних чартах.

## Передісторія
У січні 1989 року гітарист Кай Гансен залишив Helloween і заснував Gamma Ray. У 1993 гурт покинув вокаліст Міхаель Кіске.
У 2013 році гітарист Майкл Вайкат підійшов до Кіске за лаштунками фестивалю і запитав його: «Що я зробив такого, що ти не можеш мені пробачити?»; таке запитання змусило Кіске зрозуміти, що він уже пробачив Вайката, але не помітив цього.

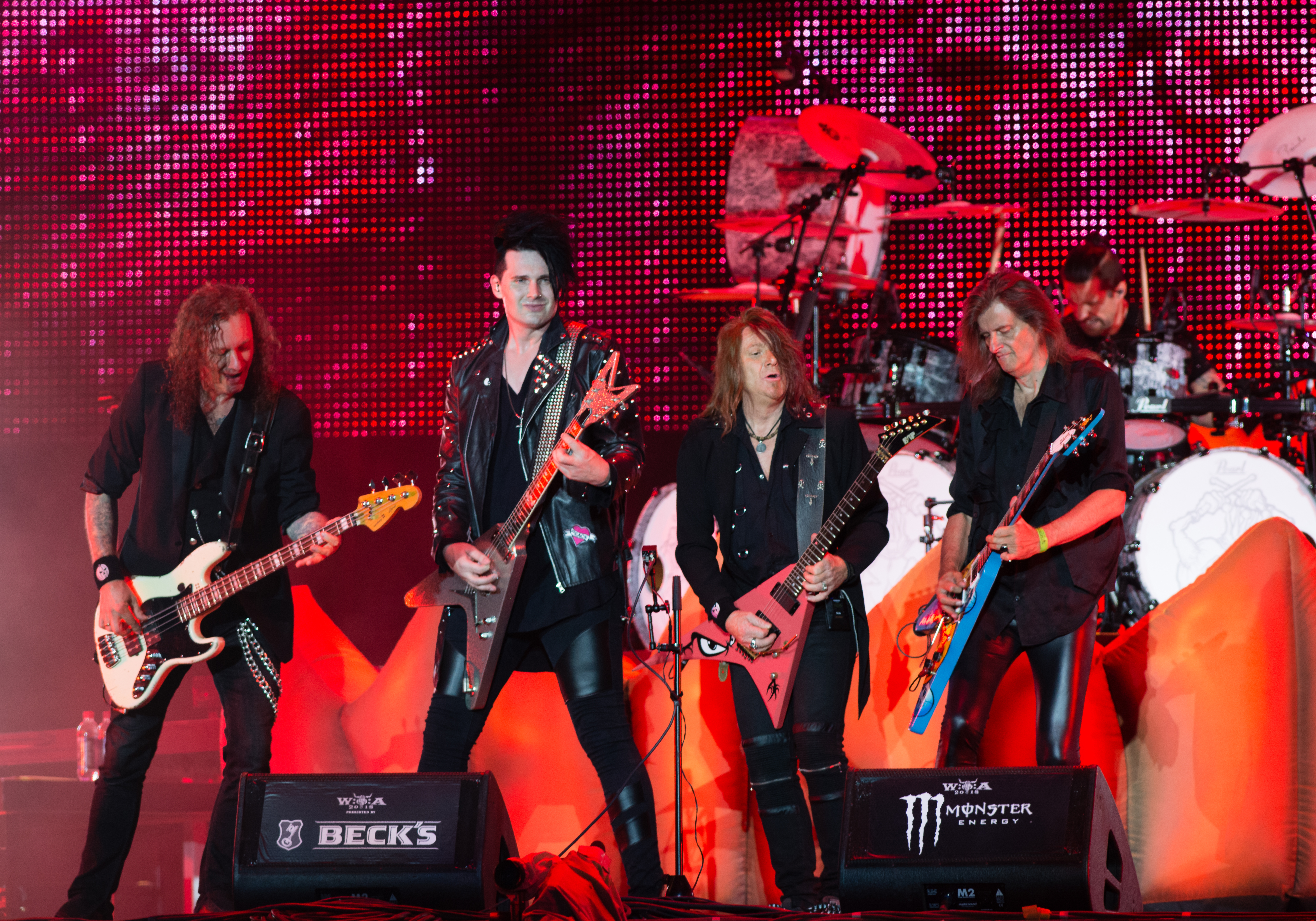
Виступ Helloween на Wacken Open Air у 2018 році. Зліва направо: Маркус Гросскопф, Саша Герстнер, Кай Гансен, Міхаель Вайкат і Даніель Льобль.

Про потенційний студійний альбом у новому складі вокаліст Енді Деріс заявив у березні 2018 року: «У нас, звичайно, є багато-багато розмов [про це]. Цього літа, якщо хімія буде продовжуватись так, тоді все можливо. Після запису пісні "Pumpkins United", ми зрозуміли, що працювати разом легко. [...] Так, це не було проблемою взагалі, ніби ми вже працювали б разом десятиліттями».
21 серпня 2018 року гурт оголосив, що на прохання лейблу Nuclear Blast студійний альбом у новому складі буде записаний в 2018 році, реліз буде запланований на 2020 рік. У березні 2021 року було оголошено назву альбому та дату виходу.

## Треклист
| #   | Назва                 | Автор                | Тривалість |
| --- | --------------------- | -------------------- | ---------- |
| 1.  | «Out for the Glory»   | Міхаель Вайкат       | 7:19       |
| 2.  | «Fear of the Fallen»  | Енді Деріс           | 5:39       |
| 3.  | «Best Time»           | Саша Герстнер, Деріс | 3:36       |
| 4.  | «Mass Pollution»      | Деріс                | 4:15       |
| 5.  | «Angels»              | Герстнер             | 4:42       |
| 6.  | «Rise Without Chains» | Деріс                | 4:56       |
| 7.  | «Indestructible»      | Маркус Гросскопф     | 4:43       |
| 8.  | «Robot King»          | Вайкат               | 7:08       |
| 9.  | «Cyanide»             | Деріс                | 3:29       |
| 10. | «Down in the Dumps»   | Вайкат               | 6:01       |
| 11. | «Orbit»               | Кай Гансен           | 1:05       |
| 12. | «Skyfall»             | Гансен               | 12:11      |

### Бонус треки
| #   | Назва             | Автор                 | Тривалість |
| --- | ----------------- | --------------------- | ---------- |
| 13. | «Golden Times»    | Герстнер              | 4:47       |
| 14. | «Save My Hide»    | Деріс                 | 3:11       |
| 15. | «We Are Real»     | Гросскопф             | 4:24       |
| 16. | «Pumpkins United» | Деріс, Гансен, Вайкат | 6:21       |

## Учасники запису
Helloween
- Міхаель Кіске – головний вокал
- Енді Деріс — головний вокал
- Кай Гансен – вокал, гітара
- Міхаель Вайкат — гітара
- Саша Герстнер – гітара
- Маркус Гросскопф — бас-гітара
- Даніель Льобль – ударні

Додаткові музиканти
- Маттіас Ульмер – клавішні
- Єнс Йоганссон — клавішні на "Skyfall"
- Тім Гансен – гітарне соло на "Skyfall"
- Денніс Ворд — бас-гітара у "Robot King"
- Ксав'єр Рассел - розповідь у "Out for the Glory"

Продюсування
- Чарлі Бауерфайнд, Денніс Ворд – продюсування[18], зведення
- Рональд Прент – зведення в Valhalla Studios (Нью-Йорк)
- Еліран Кантор – обкладинка[19]

## Чарти
Альбом очолив німецькі та іспанські чарти. Він також досяг найвищої позиції в чарті Billboard, за всю історію гурту.
| Chart (2021)                                       | Peak position |
| -------------------------------------------------- | ------------- |
| Австрія Austrian Albums (Ö3 Austria)               | 3             |
| Бельгія Belgian Albums (Ultratop Flanders)         | 11            |
| Бельгія Belgian Albums (Ultratop Wallonia)         | 5             |
| Чехія Czech Albums (ČNS IFPI)                      | 5             |
| Нідерланди Dutch Albums (MegaCharts)               | 12            |
| Фінляндія Finnish Albums (Suomen virallinen lista) | 2             |
| Німеччина German Albums (Offizielle Top 100)       | 1             |
| Угорщина Hungarian Albums (MAHASZ)                 | 17            |
| Italian Albums (FIMI)                              | 14            |
| Японія Japanese Albums (Oricon)                    | 6             |
| Норвегія Norwegian Albums (VG-lista)               | 36            |
| Польща Polish Albums (ZPAV)                        | 13            |
| Португалія Portuguese Albums (AFP)                 | 5             |
| Шотландія Scottish Albums (OCC)                    | 4             |
| Іспанія Spanish Albums (PROMUSICAE)                | 1             |
| Swedish Albums (Sverigetopplistan)                 | 3             |
| Швейцарія Swiss Albums (Schweizer Hitparade)       | 2             |
| Велика Британія UK Albums (OCC)                    | 24            |
| Велика Британія UK Independent Albums (OCC)        | 4             |
| Велика Британія UK Rock & Metal Albums (OCC)       | 1             |
| США Billboard 200                                  | 35            |

| Chart (2021)                       | Position |
| ---------------------------------- | -------- |
| German Albums (Offizielle Top 100) | 35       |
| Swiss Albums (Schweizer Hitparade) | 91       |

## Зовнішні посилання
- Офіційний сайт Helloween